# Subaru (Zeitschrift, 1909)

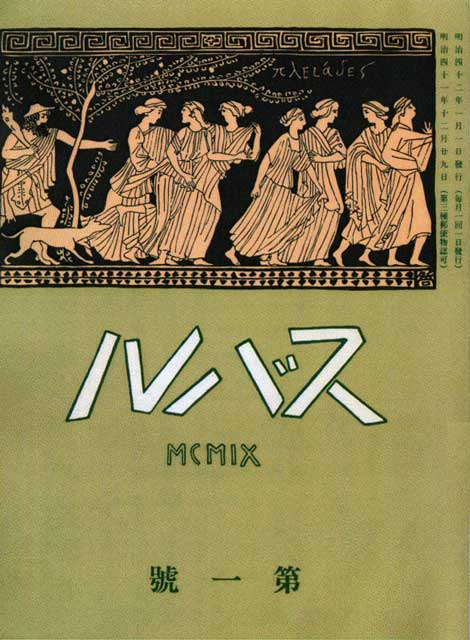
Subaru, 1. Ausgabe

Subaru (japanisch スバル) war ein literarisches Magazin, das von Januar 1909 bis Dezember 1913 als Nachfolger der Zeitschrift Myōjō in Japan erschien.

## Übersicht
Die Zeitschrift Subaru – (昴), d. h. „Plejaden“ wurde anfangs von Ishikawa Takuboku, dann von Enan Bunzō (江南文三; 1887–1946) herausgegeben. Die Zeitschrift widersetzte sich dem japanischen Naturalismus und publizierte Gedichte und Prosa-Arbeiten in einem Stil, der oft als dekadent oder neuromantisch klassifiziert wird. Mori Ōgai gelang es, Dichter der eingestellten Zeitschrift Myōjō wiederzugewinnen, darunter Ishikawa Takuboku, Takamura Kōtarō, Kinoshita Mokutarō, Yosano Akiko, Kitahara Hakushū, Satō Haruo. Weiter stellten Yoshii Isamu, Nagai Kafū und Ueda Bin Übersetzungen europäischer Poetik vor. Ōgai und Tanizaki Jun’ichirō trugen Prosa bei.
Das Magazin hatte also seinen Schwerpunkt in der Poetik, publizierte auch verschiedene Sonderausgaben, die sich ausschließlich dem Tanka widmeten. Es bot aber auch Raum für kritische Essays, Erzählungen und Theaterstücke. Von Mori Ōgai, der wieder zum Schreiben gekommen war, erschienen 1909 „Hannichi“ (半日) – „Ein halber Tag“, „Uita sekusuraris“ (ヰタ・セクスアリス) – „Vita sexualis“. 1910 publizierte Mori „Seinen“ (青年) – „Jugend“, 1911 „Gan“ (雁) – „Wildgans“. Weitere Beispiele sind: Von Kinoshita erschien 1909 „Nanbanji monmae“ (南蠻寺門前) – „Vor dem Tor des Nanbanji“ und 1911 „Izumiya somemono-mise“ (和泉屋染物店) – „Färberei Izumiya“, von Nagata Mikihiko (長田 幹彦; 1887–1964) im selben Jahr „Mio“ (澪) – etwa „Das Fahrwasser“.
Insgesamt erschienen 60 Ausgaben. Subaru wird als eins der einflussreichsten Magazine seiner Zeit angesehen. 1965 erschien ein Nachdruck der Zeitschrift.